# Mushroom Rock State Park
Der Mushroom Rock State Park ist ein kleiner State Park im Ellsworth County in Kansas (USA).
Er liegt in den Smoky Hills und hat als Besonderheit mehrere Pilzfelsen. Die Pilzfelsen im nur circa 2,4 ha großen Park bestehen aus Dakota-Sandstein, der langsamer erodiert ist als das ihn ursprünglich umgebende Gestein. 
Im Norden des Parks liegt der alte Fremont Trail.
1965 wurde der Park eröffnet, die Ausstattung beschränkt sich auf einige Picknickmöglichkeiten. Die Verwaltung läuft über den nahegelegenen Kanopolis State Park.